# Fanchon

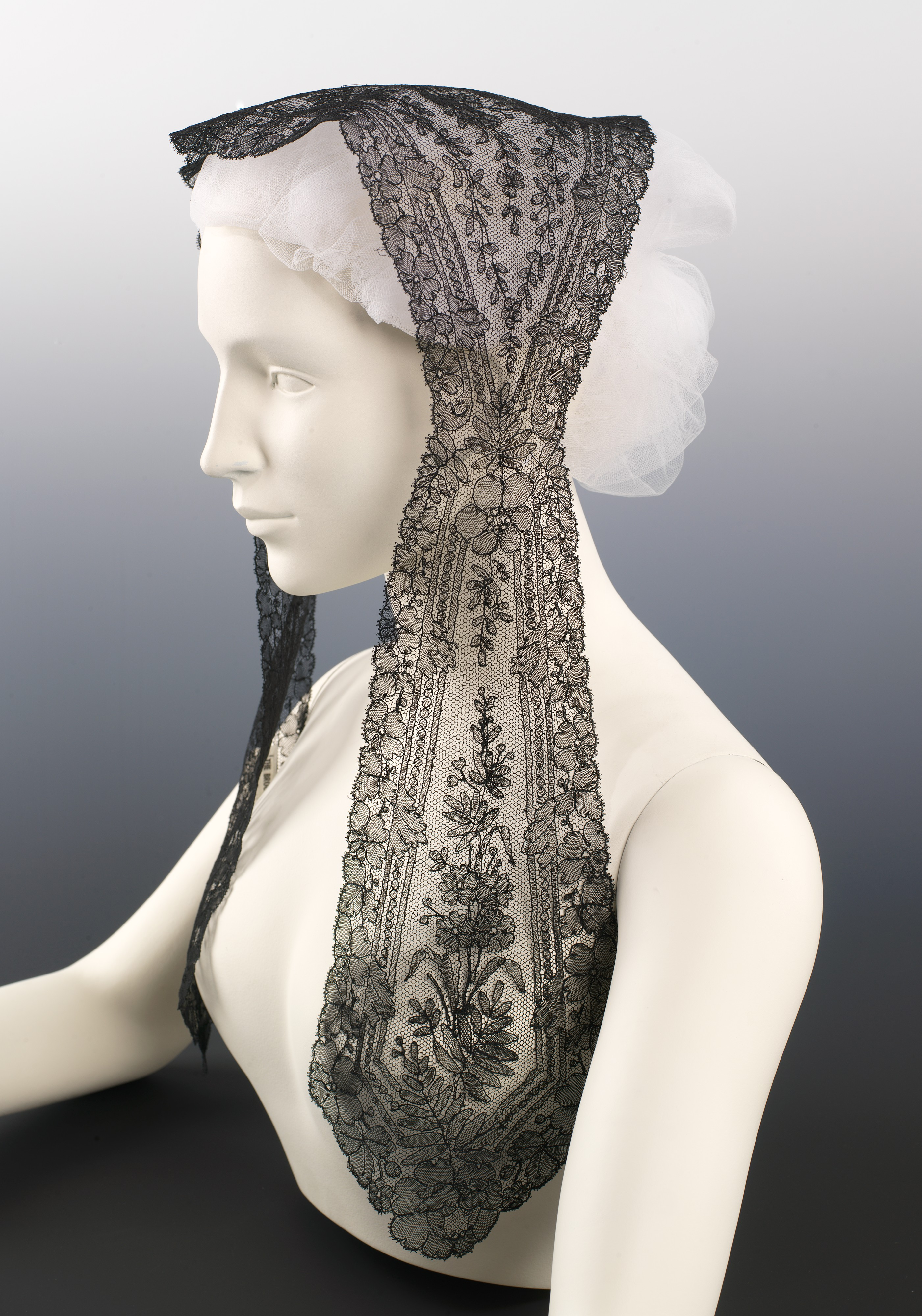
Französischer Fanchon aus schwarzer Spitze, etwa 1865. Das dreieckige Tuch ist durch lange Ohrenpatten erweitert.

Die Fanchon [foˈʃɔ̃] (frz. „Kopftuch“) bezeichnete im Rokoko und in der Mitte des 19. Jahrhunderts eine Kopfbedeckung für Frauen, ähnlich einem Fichu.
Es handelte sich um ein haubenartig gebundenes Tuch, das auch aus Spitze sein konnte. Im 19. Jahrhundert konnte auch die Schute Ohrenpatten haben, daher wurde sie im Französischen Fanchon bonnet genannt.

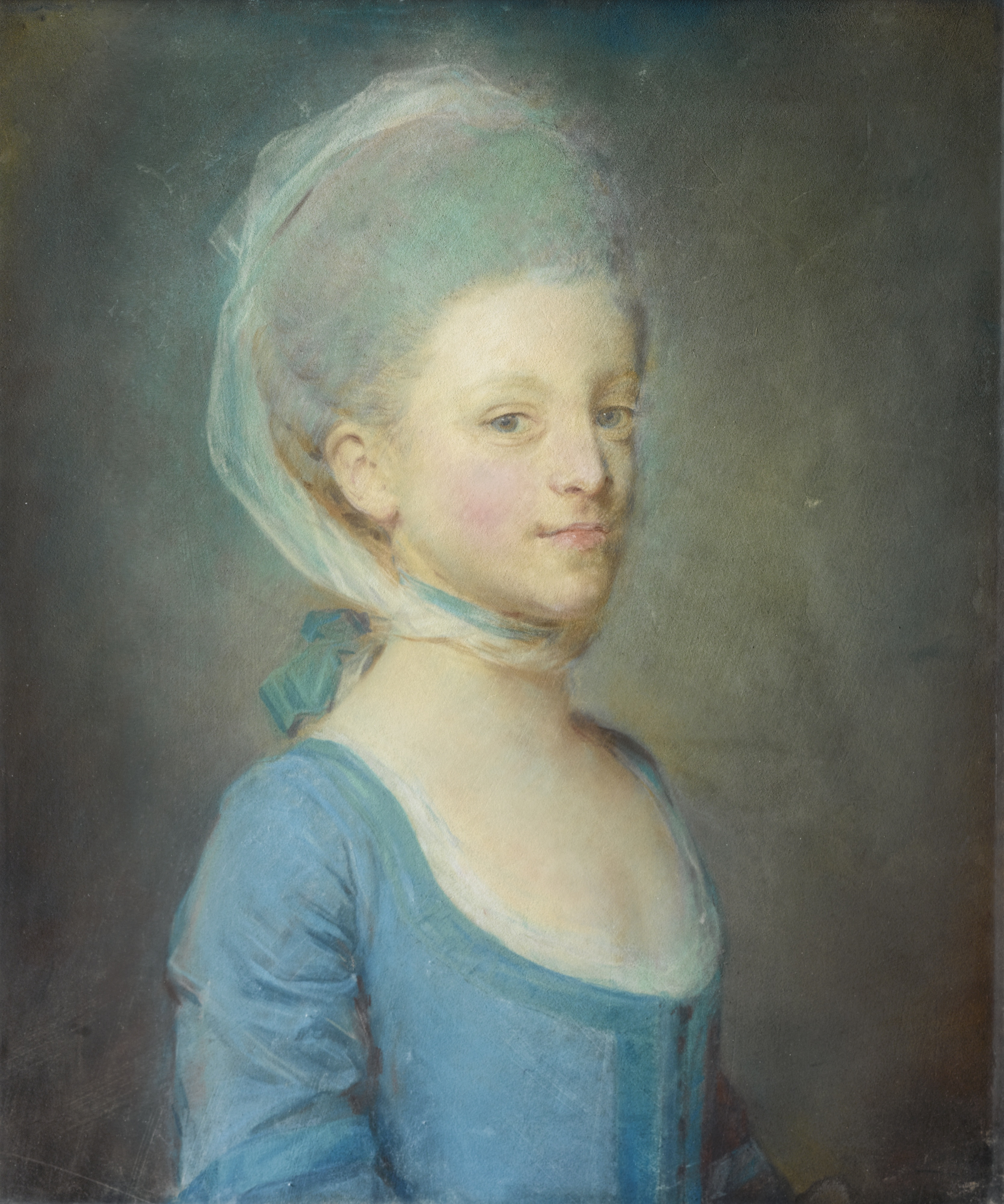
Dame mit Fanchon auf einem Pastell von Jean-Baptiste Perronneau, 1770

Der Begriff leitet sich von einer Koseform des weiblichen Vornamens Françoise ab. Er war titelgebend für Fanchon la vielleuse (1803), einer Komödie in drei Akten von Jean-Nicolas Bouilly und Joseph-Marie Pain, 1805 adaptiert als Fanchon, das Leyermädchen von August Friedrich Ferdinand von Kotzebue. Um 1900 bezeichnete er auch ein Gesellschaftsspiel.